# МАЗ-5340
МАЗ-5340 — сімейство вантажівкок Мінського автомобільного заводу вантажопідйомністю до 9,6 т, що виготовляються з 2002 року.

## Моделі
В даний час (станом на березень 2014 р.) МАЗ пропонує  шість модифікацій:
- МАЗ-5340A2 (заводське шасі, двигун ЯМЗ-6563.10 230 к.с.)
- МАЗ-5340В3 (шасі або платформа, двигун ЯМЗ-5362.10 потужністю 240 к.с.)
- МАЗ-5340A5 (бортовий, низька кабіна, двигун ЯМЗ-6582.10 потужністю 330 к.с.)
- МАЗ-5340A8 (платформа з тентом, нова з 2011 року, двигун ЯМЗ-6581.10 потужністю 400 к.с.)
- МАЗ-5340E9 (платформа з тентом, висока кабіна, двигун OM501LA потужністю 435 к.с.)
- МАЗ-534019 (платформа з тентом, висока кабіна, двигун OM501LA потужністю 435 к.с.)
- МАЗ-5340B3 (бортовий, двигун ЯМЗ-5361 потужністю 270 к.с.)
- МАЗ-5340B5 (бортовий, двигун ЯМЗ-536 потужністю 312 к.с.)
- МАЗ-5340W6 (бортовий, двигун Cummins потужністю 360 к.с.)